# つばみ
つばみは、日本プロ野球・東京ヤクルトスワローズのマスコットキャラクターである。つば九郎の妹にあたり、1999年より登場した。

## 特徴・エピソード
- つば九郎の妹として、1999年より登場した。兄のつば九郎によると、突然現れたらしい。2019年シーズンで登場20周年を迎えた。
- つば九郎によくいたずらをされる。バズーカで撃たれたり、腹筋をさせられる事もある。
- つば九郎と同様に球場などでフリップ芸を行っている。兄とは異なり、漢字や絵文字などを交えた文章を披露することもある[1][2]。
- 試合前ではダンスに参加するほか、燕太郎とともに神宮球場来場者にむけてTシャツをバズーカでプレゼントするパフォーマンスを行う。この時、つばみは弾の補給係を務める。また、試合中には本塁打を打った選手に向けてつば九郎人形を手渡したりもする。
- つば九郎とフジテレビのイメージCMに出演したことがある。内容はつば九郎がつばみに「結婚してくれ」と愛を告白するが、それをたまたま盗み聞きした石井一久から「兄妹だろ、こいつら」とツッコミをいれられる。
- 他人とされている燕太郎との関係については不明だが、2009年10月18日に開催された「青山まつりふれあいパレード」にCSシリーズ遠征中だったつば九郎を除いた2人（2羽）が参加した際、ファンの面前でハグ及びキスをした写真が公式サイトで公開。「（燕太郎とは）むふふなかんけいです」とのつばみ本人のコメントもあり[3]、今後の3羽の関係が注目される。
- 他球団関係ではセ・パ交流戦で神宮球場を訪れた千葉ロッテマリーンズのマーくんに想いを寄せているようでその事は2010年につば九郎が[4]、2011年にマーくんが[5]それぞれのブログで述べている。ただし、当のマーくん本人は冷めた目で見る傾向が多く、スワローズ公式チア「Passion」のメンバーやマリーンズ公式チア「M☆SPLASH！」のメンバー、イベントMCの庄司こなつなどもこの動向を気にしているほどである。2014年以降は恋愛願望が暴走したのか、お手製の「こんいん届」でマーくんにアピールを繰り返している[6]が、肝心のマーくんは距離を縮めるどころかさらに怖気づいてしまっている。2019年6月下旬頃実施の交流戦でも、ヤクルトとロッテのコラボグッズを発売。この時も「こんいん届」を手渡すつばみと、それに驚くマーくんを軍艦巻きにしたアクリルチャームがつくられた[7]。さらに7月11日実施のフレッシュオールスターでもつばみが楽天生命パーク宮城に来場。イベントステージでは「マーくんと婚前旅行で仙台に来ています」の特製うちわを持参した[8][9]。
- ドアラのことは「ドアラ氏」と呼ぶ。
- 2012年にアメブロにて公式ブログを開設している。2019年よりアメブロからインスタグラムへ変更。
- アニメ『トミカ絆合体 アースグランナー』第35話にゲスト出演。上述のつば九郎、トルクーヤも初めてアニメデビューしている。その影響で、燕太郎も苦労していた。
- 2025年2月19日、「つば九郎を支えてきた」（つば九郎を担当していた）社員スタッフが同月16日に死去したことを公表（同月6日の時点で「体調不良のため」活動休止が発表されていた）。これに伴い、つば九郎の活動が一時休止されることとなったが、同月22日から始まったオープン戦にはつば九郎に代わってつばみが球場で活動しており、同月23日にはInstagramで近況も更新している[1]。

## 身体・コスチューム
- つば九郎同様、ユニフォームを着用していないのが基本スタイル（2008年のヤクルトアトムズ復刻の際にはつばみもユニフォームを着用した。背番号は名前から283）。
- ヘルメットの代わりにサンバイザーを、また女の子なのでスカート（白地に赤ストライプ）を着用している。
- 2013年シーズンから胸に「Swallows」のロゴマークが付いた。体型は兄に類似している面はあるが、比較的スリムでおなかも出ていない。
- 目はつば九郎の眉毛をとったような外観で、小さなまつ毛の追加（眉毛はなしのまま）。
- 脚は当初人間に近い形状の細く長い脚、色は黄色一色であったが、2007年ごろからはつば九郎と同様の形体となった。

## 東京都内巡回履歴
兄と一緒に行動するときはつば九郎に記載。
- 2012年10月
  - 杉並区では地元のお祭りを訪問。訪問中に杉並区のマスコットキャラクターなみすけとナミーに出会い、地元住民との交流を深めた。
- 2013年8月
  - 渋谷区では商店街を訪問。訪問中に同じ東京をホームタウンとするFC東京のマスコットキャラクター東京ドロンパと笹塚エリアのご当地キャラクターササヅカインに出会い、買い物客との交流を深めた。
- 2013年10月
  - 江戸川区では地元のお祭りを訪問。訪問中に江戸川区のマスコットキャラクターえど金ちゃん・ハッピィちゃんと江戸川区の銭湯応援マスコットキャラクターお湯の富士と江戸川区の地産地消マスコットキャラクターえどちゃんに出会い、地元住民との交流を深めた。
- 2013年11月
  - 江戸川区では地産地消関連イベントを訪問。訪問中に江戸川区の地産地消マスコットキャラクターえどちゃんと江戸川区の銭湯応援マスコットキャラクターお湯の富士との再会のほか、地元住民との交流を深めた。
- 2014年3月
  - 新宿区では住民駅伝を訪問。地元住民との交流を深めた。
- 2014年6月
  - 港区では地元のお祭り「青山郡上おどり」を訪問。訪問中に岐阜県のゆるキャラ軍団に出会い、地元住民との交流を深めた。
  - 台東区では商店街を訪問。訪問中に浅草エリアのマスコットキャラクター新にゃかに出会い、買い物客との交流を深めた。
- 2014年7月
  - 渋谷区では地元のお祭りを梯子訪問。地元住民との交流を深めた。
  - 中野区では1軍の春季キャンプ地である沖縄関連イベントを訪問。地元住民との交流のほか、1軍の春季キャンプ地の宣伝貢献に尽くした。
- 2014年8月
  - 新宿区ではJR東日本中央線各駅停車信濃町駅を訪問。駅利用客との交流を深めた。
  - 渋谷区では渋谷センター街の七夕イベントを訪問。若者たちとの交流を深めた。
  - 渋谷区ではJR東日本中央線各駅停車千駄ケ谷駅を訪問。駅利用客との交流を深めた。
  - 渋谷区では商店街を訪問。買い物客との交流を深めた。
- 2014年9月
  - 町田市では商店街を訪問。訪問中に警視庁のマスコットキャラクターピーポくんと東京消防庁のマスコットキャラクターキュータに出会い、買い物客や多くの市民との交流を深めた。
  - 中央区では商店街を訪問。訪問中に人形町エリアのマスコットキャラクター人之助に出会い、買い物客との交流を深めた。
- 2014年12月
  - 渋谷区では地元のお祭りを訪問。訪問中に渋谷区のマスコットキャラクターあいりっすんと自衛隊東京地方協力本部のマスコットキャラクタートウチくんに出会い、地元住民との交流を深めた。
  - 台東区では商店街を訪問。訪問中に浅草エリアのマスコットキャラクター新にゃかとの再会のほか、買い物客との交流を深めた。
  - 新宿区ではJR東日本中央線各駅停車信濃町駅を訪問。中央線各駅停車信濃町駅利用客との交流を深めた。
- 2015年3月
  - 新宿区では住民駅伝を訪問。訪問中に新宿区の銭湯マスコットキャラクターゆげじい他に出会い、地元住民との交流を深めた。
- 2015年6月
  - 台東区では商店街を訪問。訪問中に浅草エリアのマスコットキャラクター新にゃかとの再会のほか、買い物客との交流を深めた。
- 2015年7月
  - 渋谷区では地元のお祭りを訪問。地元住民との交流を深めた。
- 2015年8月
  - 渋谷区では渋谷センター街の七夕イベントを訪問。若者たちとの交流を深めた。
- 2015年12月
  - 渋谷区では地元のお祭りを梯子訪問。1軒目の訪問中に渋谷区のマスコットキャラクターあいりっすんと自衛隊東京地方本部のマスコットキャラクタートウチくんとの再会のほか、地元住民との交流を深めた。
  - 台東区では商店街を訪問。訪問中に浅草エリアのマスコットキャラクター新にゃかとの再会のほか世田谷区三軒茶屋エリアのマスコットキャラクター三茶わんに出会い、買い物客との交流を深めた。
- 2016年3月
  - 新宿区では火災予防・災害予防啓発イベントと住民駅伝を2日連続で訪問。初日の火災予防・災害予防啓発イベント訪問中に東京消防庁のマスコットキャラクターキュータとの再会のほか、東京都福祉保健局のマスコットキャラクターミンジーと四谷エリアのマスコットキャラクターハットくんと栃木県佐野市のマスコットキャラクターさのまるに出会い、2日目の住民駅伝では警視庁のマスコットキャラクターピーポくんとの再会のほか、2日間で多くの地元住民との交流を深めた。
- 2016年5月
  - 世田谷区では商店街を訪問。買い物客との交流を深めた。
- 2016年6月
  - 台東区では商店街を訪問。訪問中に浅草エリアのマスコットキャラクター新にゃかとの再会のほか、買い物客との交流を深めた。
- 2016年7月
  - 渋谷区と港区では地元のお祭りを訪問。地元住民との交流を深めた。
- 2016年11月
  - 足立区では東京メトロ千代田線綾瀬車両基地のイベントを訪問。訪問中に東京メトロのマスコットキャラクターメトポン一家・駅乃みちか、地下鉄博物館のマスコットキャラクターぎんちゃん・まるちゃん、足立区の環境マスコットキャラクタードリー・リリーに出会い、イベントに当選した家族連れや鉄道ファンとの交流を深めた。
- 2016年12月
  - 渋谷区では地元のお祭りを2日連続で訪問。1日目の訪問中に渋谷区のマスコットキャラクターあいりっすん、国税庁のマスコットキャラクターイータ君、自衛隊東京地方本部のマスコットキャラクタートウチ君との再会のほか、コロンバンのマスコットキャラクター原宿みっころ、国税庁のマスコットキャラクターエルレンジャー、おもてサンドのマスコットキャラクターたぬ、東急電鉄のマスコットキャラクターのるるんに出会い、2日間で多くの地元住民との交流を深めた。
  - 台東区では商店街を訪問。訪問中に浅草エリアのマスコットキャラクター新にゃかと同じ東京をホームタウンとするFC東京のマスコットキャラクター東京ドロンパとの再会のほか、買い物客との交流を深めた。